# Bambuszformák

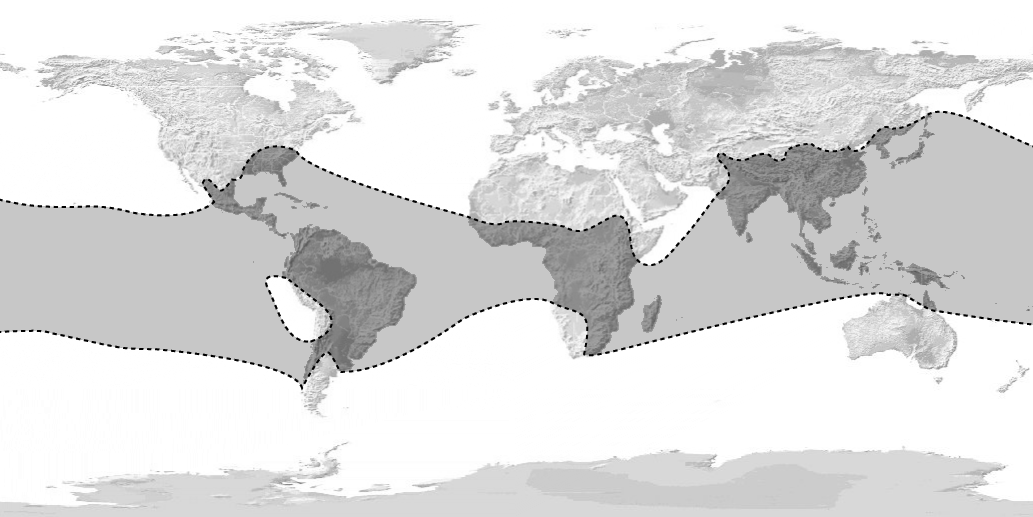
A bambuszfélék elterjedése

A bambuszformák (Bambusoideae) a perjefélék egyik alcsaládja. A család minden más rendszertani egységétől eltérően leveleiket levélnyél kapcsolja a szárhoz, és egyes fajaik fává fejlődhetnek.
Virágaik a többi alcsaládénál ősibb jellegűek. Többnyire hat porzólevelük és három lepelsertéjük van. Szalmaszáruk elfásodik. A legtöbb faj egyedei ritkán és egyszerre virágoznak, majd elpusztulnak – az állomány felújulása akár egy évtizedig is eltarthat.

## Felhasználásuk
Mintegy ezer fajukból Délkelet-Ázsiában többet sokoldalúan hasznosítanak: házakat, állványokat, kerítést, vízvezetéket, bútort, edényeket, függönyt, szőnyeget, hangszereket, harci-, vadász- és horgászeszközöket, papírt stb. készítenek belőlük. Egyes fajok fiatal hajtásait ízletes, kalóriaszegény zöldségként fogyasztják.

## Rendszertani tagolásuk
Az alcsaládot két nemzetségcsoportra bontjuk:
1. Bambusz (Bambuseae) csoport 79 nemzetséggel:
- Acidosasa
- Actinocladum
- Alvimia
- Ampelocalamus
- Apoclada
- Arthrostylidium
- nádfű (Arundinaria),
- Athroostachys
- Atractantha
- Aulonemia
- Bambusa,
- Bonia
- Borinda
- Brachystachyum
- Cathariostachys
- Cephalostachyum
- Chimonobambusa
- Chimonocalamus
- Chusquea
- Colanthelia
- Criciuma
- Cyrtochloa
- Davidsea
- Decaryochloa
- Dendrocalamus
- Dinochloa
- Drepanostachyum
- Elytrostachys
- Eremocaulon
- Fargesia
- Gaoligongshania
- Gigantochloa
- Glaziophyton
- Greslania
- Guadua
- Hibanobambusa
- Hickelia
- Himalayacalamus
- Hitchcockella
- Holttumochloa
- bokorbambusz (Indocalamus),
- Indosasa
- Kinabaluchloa
- Maclurochloa
- Melocalamus
- Melocanna
- Menstruocalamus
- Merostachys
- Myriocladus
- Nastus
- Neomicrocalamus
- Neurolepis
- Ochlandra
- Olmeca
- Oreobambos
- Otatea
- Oxytenanthera
- Perrierbambus
- Phyllostachys
- Pseudobambusa
- Pseudosasa
- Pseudostachyum
- Pseudoxytenanthera
- Racemobambos
- Rhipidocladum
- Sasa
- Schizostachyum
- Semiarundinaria
- Shibataea
- Sinobambusa
- Soejatmia
- Sphaerobambos
- Teinostachyum
- Thamnocalamus
- Thyrsostachys
- Valiha
- Yushania

2. Olyreae csoport 21 nemzetséggel:
- Agnesia
- Arberella
- Buergersiochloa
- Cryptochloa
- Diandrolyra
- Ekmanochloa
- Eremitis
- Froesiochloa
- Lithachne
- Maclurolyra
- Mniochloa
- Olyra
- Pariana
- Parodiolyra
- Piresia
- Piresiella
- Raddia
- Raddiella
- Rehia
- Reitzia
- Sucrea